# Geograpsus stormi
Geograpsus stormi is een krabbensoort uit de familie van de Grapsidae. De wetenschappelijke naam van de soort is voor het eerst geldig gepubliceerd in 1895 door de Man.